# 蔡雪桐

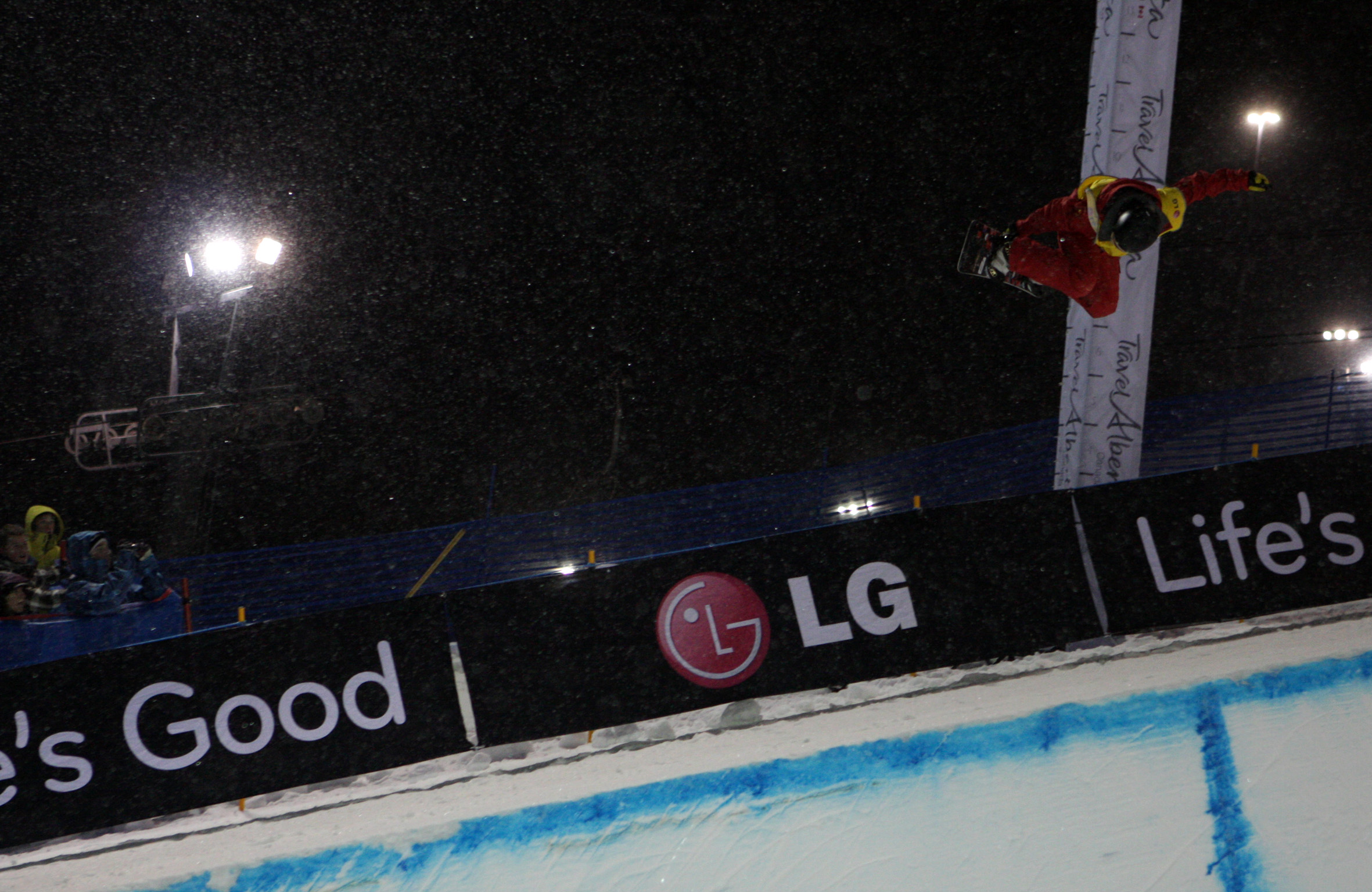
比赛中的蔡雪桐

蔡雪桐（1993年9月26日—），出生於中國黑龍江省，是單板滑雪U型场地技巧運動員。

## 生平
她於10歲時學習這項運動。2010至11年的賽季中，她總共取得兩個冠軍和一個亞軍。2010年的冬季奧運會，以第23名完成賽事。2011至12年的賽季，她獲得兩個冠軍。2013至14年得一個亞軍。2014年，她取得冬季奧運會的參賽資格，成功躋身決賽，並最終以第6名完成賽事。2021年12月12日，蔡雪桐獲得单板滑雪世界杯美国铜山站女子U型场地决赛冠軍。

## 資料來源
1. ↑  .   [2014-02-18]. （原始内容存档于2014-02-22）.
2. ↑  .   [2014-02-18]. （原始内容存档于2014-02-22）.
3. ↑  .   [2021-12-12]. （原始内容存档于2021-12-12）.

## 外部鏈接
- 蔡雪桐在國際滑雪總會
- 蔡雪桐在国际奥林匹克委员会的资料
- 蔡雪桐在Sports Reference
- 蔡雪桐在世界極限運動會